# Castillejos
Castillejos (en árabe: الفنيدق‎, en lenguas bereberes: Taɣraft, en francés: Fnideq) es un municipio marroquí situado en la región de Tánger-Tetuán-Alhucemas muy cerca de la ciudad autónoma española de Ceuta, al este de Tánger y al norte de Tetuán. Se encuentra situada en la costa mediterránea, al nivel del mar. La localidad tenía una población de 77 057 habitantes según el censo realizado en 2014. Es la ciudad marroquí más cercana a la frontera ceutí con España, a cuyo protectorado perteneció hasta 1956.

## Toponimia
El nombre de Castillejos proviene de unas construcciones en ruinas que los españoles encontraron en la zona y que les parecieron pequeños castillos. Los españoles dieron entonces el nombre de «altos de los Castillejos» a las colinas que hoy bordean la ciudad por el este y «valle de los Castillejos» al terreno llano donde se asienta la ciudad en la actualidad. Posteriormente, con la fundación de la ciudad, esta recibió el nombre del valle donde se asentaba: Castillejos.

## Geografía física

### Localización
Castillejos se encuentra situada en la región de Tánger-Tetuán-Alhucemas, muy cerca de la ciudad autónoma española de Ceuta, al este de Tánger y al norte de Tetuán. Se erige a la orilla del mar Mediterráneo. Se encuentra situada en una posición media entre las dos ciudades más importantes del norte de Marruecos, Tánger y Tetuán. Su posición fronteriza con Ceuta hace que esta localidad cobre importancia en el mapa marroquí.

### Orografía
Por el oeste la ciudad se encuentra rodeada de colinas con zonas rocosas y bosques de pinos. Al este la limita el mar Mediterráneo.

### Hidrografía
La ciudad se encuentra junto a la desembocadura del río Fnideq, también llamado "río de los Castillejos".

## Historia

### Historia preurbana
En las proximidades de esta población, tuvo lugar, en 1860, durante la primera guerra de Marruecos la batalla de los Castillejos con victoria final de las fuerzas españolas comandadas por el general Juan Prim, por la que obtuvo el título de marqués de los Castillejos.

### Fundación de la ciudad
Esos terrenos cercanos a la ciudad de Ceuta que hoy ocupa Castillejos eran considerados una zona militar neutral desde 1860, y se incluyen en el protectorado de Marruecos en 1912.
La ciudad de Castillejos fue fundada por los españoles en 1934, cuando se creó la primera junta local.
En 1939 se erige la entonces iglesia Parroquial de Ntra. Sra. del Carmen, y durante los años inmediatos se construyeron el ayuntamiento, la aduana y el mercado de abastos, los cuales aún existen.
La ciudad se desarrolla como un gran centro de tránsito y militar español con una población importante de españoles y norteafricanos durante los cuarenta hasta la independencia de Marruecos en 1956 y la marcha del ejército español en 1961.

## Punto turístico
La ciudad de Castillejos vive un cierto periodo de decadencia durante los sesenta con la marcha de los soldados y habitantes españoles afincados en la ciudad, los cuales marchan progresivamente a Ceuta, Melilla y la Península. Durante los setenta del siglo XX Castillejos empieza a experimentar una mayor fluidez económica como punto de intercambio comercial fronterizo y una apertura hacia el turismo con la construcción de los primeros establecimientos hoteleros. Desde esta época, y hasta la actualidad, y a través de los beneficios comerciales y el turismo empiezan a asentarse en Castillejos numerosas familias procedentes de otras zonas de Marruecos, adquiriendo un mayor desarrollo urbanístico con la construcción de más zonas residenciales y de ocio a partir de finales de los 90.

## Demografía
La población de Castillejos ha mostrado un crecimiento acelerado en las dos últimas décadas. Desde el censo elaborado en 1994 hasta el de 2004, la población pasó de 34 486 a 53 526 habitantes, lo que supone un crecimiento del 55.2 %. En la siguiente década, desde 2004 hasta 2014, la población pasó de 53 526 a 77 057 habitantes, esto es, un crecimiento del 44 %. Como resultado, la población de Castillejos se ha más que doblado en las dos últimas décadas. 
La estructura de la población es, en términos generales, la propia de un entorno que comienza la última fase del proceso de transición demográfica, con las cohortes más numerosas concentradas en los rangos de edad entre los 20 y los 40 años. Sin embargo, en los años posteriores a 2010 se observa un importante repunte de la natalidad. Los nacidos entre 2010 y 2014 son un 21 % más numerosos que los nacidos entre 2005 y 2009, y un 24 % más que los nacidos entre 2000 y 2004.

## Economía
La economía de Castillejos está marcada por la vecindad con la ciudad española de Ceuta. Muchos habitantes de Castillejos atraviesan la frontera diariamente para trabajar como porteadores, empleadas domésticas, camareros o dependientes. La actividad industrial y agrícola es escasa. El comercio es la principal actividad en la ciudad, centrado fundamentalmente en la compraventa de productos de importación y contrabando provenientes de Ceuta. La diferencia de precios también favorece la afluencia de ceutíes que pasan a Castillejos a comprar en sus mercados del fin de semana. En los últimos años también se observa un incremento de la actividad turística, con la construcción de nuevos barrios de residencias de verano en los alrededores de la ciudad.

## Educación

### Educación primaria
En Castillejos hay 14 centros de educación primaria. Diez de ellos son públicos y cuatro son centros privados. Los centros de titularidad pública son los siguientes:
- Rass Louta.[4]
- Ouyoune Sakia Al Hamra.[5]
- Ibn Baja.[6]
- Alhikma.[7]
- Aghetasse.[8]
- Sidi Ahmed Ibn Ajjiba.[9]
- Allal Ben Abdellah.[10]
- Tarik Ibn Ziad.[11]
- Okba Ibn Naafih.[12]
- Haydra.[13]

En lo que respecta a centros privados, tradicionalmente solo ha existido uno en Castillejos. Sin embargo, desde los primeros años del siglo XXI se han abierto algunos colegios más. Los centros de educación secundaria privados son, por orden cronológico de apertura: Al Ahlia, fundado en 1946; Choualat Arrif, fundado en 2001; Achorouk, fundado en 2002; y Amjad Al Andalous, fundado en 2007.

### Educación secundaria
La ciudad cuenta con dos centros de educación secundaria. Uno de ellos es el Liceo Abi Rabih Sebti, situado en la avenida Mohamed VI, que emplea a 74 profesores y en 2014 acogía a unos 1700 alumnos. En lo referente a la enseñanza de lenguas extranjeras, en su plan de estudios se ofrecen asignaturas de español, francés e inglés. El otro centro de educación secundaria es el Liceo Ibn Khaldoun, situado en el barrio Aghattas, que emplea a 37 profesores.

## Patrimonio

### Religioso
- Mezquita de Mohamed V: está situada en el paseo marítimo y es de reciente construcción. Fue inaugurada en septiembre de 2011 por el rey Mohamed VI.[17] Los colores predominantes en su arquitectura son el blanco y el azul. En su lugar ya existió una anterior mezquita construida tras la independencia de Marruecos, pero esta fue derruida para construir la mezquita actual.

- Iglesia de Nuestra Señora del Carmen: fue construida por los españoles en 1939 en estilo racionalista. En la actualidad funciona como centro social y misión católica de las Hermanas Adoratrices.

### Civil
- Antigua estación de ferrocarril Ceuta-Tetuán: se trata de una de las estaciones de la antigua línea de ferrocarril Ceuta-Tetuán. Está construida en estilo neoárabe con fachada blanca y decoración en color verde, similar a la estación situada en Tetuán, aunque la de Castillejos es de menores proporciones. En la actualidad se encuentra en estado de abandono, a diferencia de la estación de Tetuán, que fue rehabilitada y actualmente es la sede del Centro de Arte Moderno de Tetuán.

### Militar
- Dar Riffien: se trata de un antiguo cuartel de la Legión Española, situado fuera del casco urbano, cerca de la costa. La Legión fue fundada en 1920 y tuvo su primer destacamento en Ceuta, pero pronto se hizo necesaria la construcción de un cuartel más grande. El lugar elegido para el nuevo cuartel fue Dar Riffien. Fue construido entre 1923 y 1927 en base al diseño de los ingenieros Federico Martín y Luis Feliú Oliver, en estilo barroco.[18]  Fue inaugurado por el rey Alfonso XIII y su primer jefe fue el entonces comandante Francisco Franco.[18] El cuartel dispuso de adelantos y comodidades inusuales en la época. Disponía de amplios dormitorios, comedores con mesas de mármol, sala con billares y mesas para juegos, duchas, letrinas, lavanderías mecánicas, polideportivos, escuelas, academias y una biblioteca con más de cinco mil volúmenes. Contaba además con alumbrado eléctrico y agua corriente.[18] El 28 de febrero de 1961, cinco años después de la independencia de Marruecos, la Legión entregó el cuartel a las Fuerzas Armadas de Marruecos, a las que pertenece desde entonces.[18] En la actualidad el conjunto está en ruinas, pero todavía se mantienen en pie la puerta de entrada, el edificio principal, el patio de armas y algunos edificios anexos.[19]

## Urbanismo

### Estructura urbana
Castillejos se compone de los siguientes barrios:
- Aghattas
- Ben Diban
- Kondisah
- Residencia Bab Sebta, esp. "Residencial Puerta de Ceuta"
- Rass Louta
- Marja, esp. "Barrio de Marja"
- Berarek
- Hawma fokiya
- Patio
- Hofra
- Hawma kahla

### Arquitectura
Las fachadas de la mayor parte de las viviendas de Castillejos están encaladas de blanco, como es común en las ciudades de la región de Tánger-Tetuán, y son habituales las ventanas de color azul celeste.